# Kamienna Góra
Kamienna Góra (in tedesco Landeshut, in ceco Kamenná Hora) è una città polacca del distretto di Kamienna Góra nel voivodato della Bassa Slesia.
Ricopre una superficie di 18,04 km² e nel 2007 contava 21 266 abitanti.
La città è situata nel voivodato della Bassa Slesia dal 1999, mentre dal 1975 al 1998 ha fatto parte del voivodato di Jelenia Góra. Kamienna Góra è il capoluogo del distretto di Kamienna Góra.